# RTG Wesel
Die Ruder- und Tennisgesellschaft Wesel 1907 e. V. (RTGW) ist ein Sportverein aus Wesel am Niederrhein. Ursprünglich als Ruderverein gegründet, umfasst er inzwischen auch eine Tennisabteilung, eine Yachtabteilung, eine Surfabteilung und eine Segelabteilung.

## Geschichte
Am 1. Oktober 1907 wurde der Verein unter dem Namen Rudergesellschaft Wesel gegründet. Die Initiative zur Gründung ging von einem Stammtisch von Wanderern, dem „Verein der Vesalen“ aus. Die Aktivitäten als Ruderverein begannen mit der Anschaffung eines Zweier-Boots. 1910 errichtete die Rudergesellschaft ein Bootshaus am Ufer der Lippe. 1924 wurde das Bootshaus erweitert. Im selben Jahr gründeten einige ausgetretene Vereinsmitglieder in Konkurrenz zur Rudergesellschaft den Ruderclub Wesel. Im März 1929 beschloss der bislang aus männlichen Ruderern bestehende Verein die Anlage eines Tennisplatzes für die Frauen und Töchter der Ruderer. So entstand die Tennisabteilung, welche 1938 mit dem Tennisclub Rot-Weiß Wesel 1919 fusionierte. Am 27. Juli 1930 wurde ein ebenfalls an der Lippe gelegenes neues Bootshaus eingerichtet.
1945 wurde das Bootshaus während des Zweiten Weltkriegs zerstört. Nach Kriegsende im selben Jahr traten viele Mitglieder vorübergehend in die Weseler Sportvereinigung, den einzigen damals zugelassenen Sportverein in der Stadt ein. Am 21. Februar 1948 fand die erste Mitgliederversammlung nach Kriegsende statt und der Verein nahm mit einer neuen Satzung wieder seine Aktivitäten auf. 1950 wurde ein neues Bootshaus an der Lippe fertiggestellt und zudem kam es in dieser Zeit zu Fusionen mit dem Ruderclub Wesel sowie dem Tennisclub Wesel, der auch eine Tischtennis-Abteilung umfasste. Die bisherige Rudergesellschaft Wesel änderte ihren Namen in Ruder- und Tennisgesellschaft Wesel 1907, abgekürzt auch RTGW. In den 1950er Jahren war die Ruderabteilung besonders erfolgreich. Wolfgang Niemand wurde 1957 zusammen mit dem Duisburger Preller gesamtdeutscher Vizemeister im Zweier. Im selben Jahr wurde Ursel Vogt deutsche Vizemeisterin im Einer, gemeinsam mit Inge Scholz aus Duisburg deutsche Meisterin im Doppelzweier und holte bei der Europameisterschaft 1957 zusammen mit Scholz die Bronzemedaille. Im Jahr darauf wurde die Sportlerin des RTGW deutsche Meisterin im Einer und gewann bei der Europameisterschaft 1958 die Bronzemedaille im Einer.
Ab 1960 zog der Verein von seiner bisherigen Heimstätte an der Lippe in den Rhein-Aue-Bereich westlich der Weseler Innenstadt um. Zuerst wurden auf dem Gelände am Weseler Yachthafen vier Tennisplätze fertiggestellt. Im Mai 1963 wurde die aus Bootshaus, Tennisplätzen und Tischtennishalle bestehende Anlage im Beisein von NRW-Innenminister Willi Weyer und dem Präsidenten des Deutschen Ruderverbands Walter Wülfing eingeweiht. Die Feierlichkeiten wurden zum Teil durch das WDR-Fernsehen übertragen. 1967 wurden weitere Tennisplätze eingerichtet und 1973 eine Tennishalle eingeweiht. Während die Tischtennis-Abteilung 1977 aufgelöst wurde, wurde 1978 eine Yachtabteilung und 1979 eine Surfabteilung neu gegründet.
Besonders in den 1990er Jahren folgten weitere Erfolge der Ruderer, Segler und Surfer. 1990 wurde die Ruderin Julia Steinhoff Deutsche Jugendmeisterin. 1994 erhielt Robi Winterhoff als bisher jüngster Ruderer den Äquatorpreis des Deutschen Ruderverbands, der für 40.000 zurückgelegte Kilometer verliehen wird. 1996 wurde die Windsurferin Melanie Bienemann Weltmeisterin in der Serienboardklasse, 1995 und 1997 wurde sie in dieser Disziplin Vizeweltmeisterin. 2000 wurde Egon Bachtrup Europameister in der Klasse der Verdrängerboote. 2015 wurde der Verein durch eine Segelabteilung erweitert, die durch die Aufnahme der Mitglieder des Segelsportclub Babcock e. V. entstand. Der Segelverein war zuvor in Hünxe beheimatet.

## Sportstätten der Abteilungen

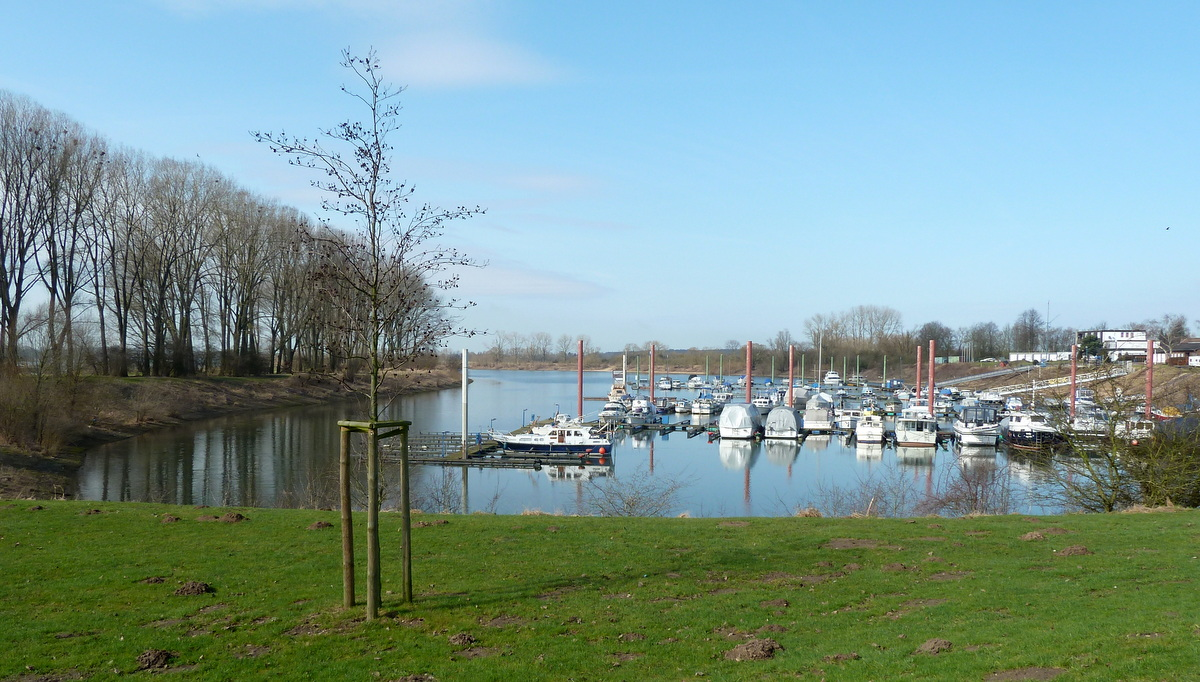
Der Weseler Yachthafen im Winter

Die Ruder- und die Yachtabteilung sind in einem Bootshaus am Weseler Yachthafen ansässig. Die Ruderer nutzen neben dem Rhein und dem Yachthafen auch den Auesee für Trainingszwecke. Das Bootshaus verfügt unter anderem über eine Gastronomie mit Außenbereich, eine Bootshalle und einen Kraftraum. Neben Wettkämpfen organisiert die Ruderabteilung des Vereins auch teils mehrtägige Wanderruderfahrten. Direkt angrenzend befinden sich vier Ascheplätze und eine Tennishalle, die der Tennisabteilung des Vereins gehören. Die Surfabteilung ist am Nordstrand des Auesees beheimatet und bietet auf dem See neben Windsurfen auch Stand Up Paddling an. Die Segelabteilung zog mit ihrer Aufnahme in den Verein 2015 ebenfalls an den Weseler Yachthafen. Weitere am Yachthafen ansässige Vereine sind der Weseler Kanu-Club 1925 e. V. und der Yacht-Club Wesel e. V.